# Список кардиналов, возведённых папой римским Александром II

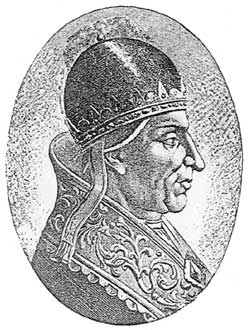
Папа Александр II

Кардиналы, возведённые Папой римским Александром II — 45 прелатов, клириков и мирян были возведены в сан кардинала на двенадцати Консисториях за одиннадцать лет понтификата Александра II.
Самой крупной консисторией была Консистория от 1062 года, на которой было возведено восемь кардиналов.

## Консистория от 1061 года
- Романо (кардинал-священник церкви Сан-Клементе);
- Эманно (кардинал-священник церкви Санти-Куаттро-Коронати);
- Удеберт (титулярная диакония неизвестна);
- Лев, O.S.B. (кардинал-дьякон с титулярной диаконией Санта-Мария-ин-Козмедин).

## Консистория от 1062 года
- Пьетро (кардинал-епископ Фраскати);
- Убальдо (кардинал-епископ Сабины);
- Бонифаций (кардинал-священник церкви Сан-Марко);
- Адимаро, O.S.B.Cas. (кардинал-священник церкви Санта-Прасседе);
- Пьетро (кардинал-священник церкви Санта-Сусанна);
- Ансельмо ди Лукка, епископ Лукки (титулярная церковь неизвестна);
- Теодино Сансеверино, O.S.B.Cas., дьякон Латеранской патриаршей базилики (титулярная диакония неизвестна);
- Пьетро ле Клерк (кардинал-дьякон с титулярной диаконией Сант-Адриано-аль-Форо).

## Консистория от 1063 года
- Пононе (кардинал-священник церкви Сант-Анастазия);
- Аттон Миланский (титулярная церковь неизвестна);
- Гуго де Ди, приор монастыря Сен-Марсель-ле-Шалон, Бургундия (титулярная церковь неизвестна).

## Консистория от 1065 года
- Леопертус (кардинал-епископ Палестрины);
- Джованни (кардинал-епископ Фраскати);
- Бернар де Мийо, O.S.B. (титулярная церковь неизвестна);
- Пьетро Атенольфо, O.S.B.Cas., аббат монастыря Святого Бенедикта в Салерно (титулярная церковь неизвестна);
- Оттавиано (титулярная церковь неизвестна).

## Консистория от 1066 года
- Джованни (кардинал-епископ Порто).

## Консистория от 1067 года
- Герард, O.S.B.Clun. (кардинал-епископ Остии);
- Джованни (епископ Лабико);
- Убальдо (кардинал-священник церкви Санта-Мария-ин-Трастевере);
- Бернардо (кардинал-священник церкви Санти-XII-Апостоли);
- Джованни (кардинал-священник церкви Сан-Чириако-алле-Терме).

## Консистория от 1068 года
- Басилеос (кардинал-епископ Альбано);
- Умберто Бельмонте (кардинал-епископ Палестрины).

## Консистория от 1069 года
- Пьетро Орсини (титулярная диакония неизвестна).

## Консистория от 1170 года
- Фирмино (титулярная церковь неизвестна);
- Альберто, O.S.B. (титулярная диакония неизвестна).

## Консистория от 1072 года
- Пётр Огненный, O.S.B.Vall. (кардинал-епископ Альбано);
- Гуитмонд, O.S.B. (титулярная церковь неизвестна);
- Паоло Боскетти (кардинал-дьякон с титулярной диаконией Сант-Адриано-аль-Форо);
- Николай, аббат монастыря Сан-Сильвестро-ин-Капите, Рим (титулярная диакония неизвестна);
- Николай, аббат монастыря Святого Панкратия, Рим (титулярная диакония неизвестна).

## Консистория от 1073 года
- Родольфо (титулярная церковь неизвестна);
- Джованни (кардинал-священник церкви Санти-XII-Апостоли);
- Уберто (титулярная диакония неизвестна);
- Роберто (кардинал-дьякон с титулярной диаконией Сан-Теодоро);
- Ардуино (кардинал-дьякон с титулярной диаконией Санти-Козма-э-Дамиано).

## Консистория неизвестного года
- Фердинандо (титулярная церковь неизвестна);
- Уго (титулярная церковь неизвестна);
- Уго (кардинал-священник церкви Санто-Стефано-аль-Монте-Челио);
- Курионе (кардинал-священник церкви Сан-Витале).